# 米治·尼高斯
米治·尼高斯（Mitch Nichols，1989年5月1日—），是一名澳洲職業足球員，司職進攻中場，曾效力澳職球會西悉尼流浪者、珀斯光輝，現效力於昆士蘭國家超級聯賽。